# Maxillaria rodriguesii
Maxillaria rodriguesii är en orkidéart som beskrevs av Célestin Alfred Cogniaux. Maxillaria rodriguesii ingår i släktet Maxillaria och familjen orkidéer. Inga underarter finns listade i Catalogue of Life.